# Келс
Вижте пояснителната страница за други значения на Келс.
Келс (на английски: Kells; на ирландски: Ceanannas) е град в североизточната част на Ирландия. Намира се в графство Мийт на провинция Ленстър на 16 km северозападно от административния център на графството град Наван. Имал е жп гара от 11 юли 1853 г. до 1 април 1963 г. Населението му е 5888 жители от преброяването през 2011 г.  Архив на оригинала от 2016-03-04 в Wayback Machine.